# Gneo Giulio Mentone
Gneo Giulio Mentone (Roma, ... – ...; fl. V secolo a.C.) è stato un politico romano del V secolo a.C..

## Consolato
Fu eletto console nel 431 a.C. con Tito Quinzio Peno Cincinnato, uno dei figli di Cincinnato.
In quel tempo i Volsci e gli Equi attaccarono nuovamente i romani e si accamparono sul Monte Algido. Il senato, temendo il disaccordo tra i due consoli, decise affidare la campagna militare ad un dittatore, la cui scelta fu affidata a Peno Cincinnato, che nominò suo genero Aulo Postumio Tuberto che aveva fama di comandante severo e risoluto.
Postumio affidò la difesa della città a Gneo Giulio, ed il comando di uno dei due eserciti romani a Peno Cincinnato; così disposti i romani mossero contro i nemici sconfiggendoli sonoramente.